# 천등산 (충북)
천등산(天登山)은 대한민국 충청북도 충주시 산척면과 제천시 백운면 사이에 있는 높이 807m의 산이다. 제천과 충주를 잇는 중요한 길목이다.
산을 넘는 고개의 이름은 다릿재이다. 노래 울고 넘는 박달재의 가사인 ‘천등산 박달재’가 널리 알려져 있어서 많은 사람들이 이 산을 박달재로 착각하기도 한다.

## 같이 보기
- 한국의 산